# Astegania honesta
Astegania honesta är en fjärilsart som beskrevs av Louis Beethoven Prout 1908. Astegania honesta ingår i släktet Astegania och familjen mätare. Inga underarter finns listade i Catalogue of Life.